# Si Beale Street pouvait parler (film)
Pour le roman, voir Si Beale Street pouvait parler.
Pour plus de détails, voir Fiche technique et Distribution.
Si Beale Street pouvait parler (If Beale Street Could Talk) est un film américain écrit et réalisé par Barry Jenkins et sorti en 2018. Le film est une adaptation du roman du même nom de James Baldwin.
Il est présenté au festival international du film de Toronto 2018.

## Synopsis
À New York, au début des années 1970, Clementine "Tish" Rivers et Alonzo "Fonny" Hunt sont amis depuis toujours. Plus tard, ils deviennent amoureux . Dans les années 1970, ils ont du mal à trouver un appartement, la plupart des propriétaires new-yorkais refusant de louer aux Noirs. Finalement, ils trouvent une place dans un entrepôt en cours de conversion en lofts; Levy, le propriétaire juif, le leur loue à un bon prix car il aime voir des couples amoureux, quelle que soit leur couleur.
Cette nuit-là, Tish est harcelé par quelqu'un alors qu'il se trouve dans une épicerie à majorité blanche. Il commence à l'agresser, alors Fonny le jette physiquement hors du magasin. Un policier blanc à proximité, l'officier Bell, tente d'arrêter Fonny pour cela, mais le laisse partir à contrecœur lorsque la femme juive qui tient l'épicerie se porte garante pour eux et réprimande Bell pour son racisme.
Fonny est ensuite arrêté et accusé d'avoir violé une fille nommée Victoria Rogers. Bien qu'il lui soit presque impossible de se rendre de la scène du crime à l'appartement où il a été arrêté entre le viol et l'arrestation, l'affaire contre Fonny est considérée comme solide en raison du témoignage de l'agent Bell. L'affirmation est qu'il a vu Fonny fuir la scène et Victoria a identifié Fonny dans une file d'attente comme son violeur. Tish, ainsi que l'ami de Fonny, Daniel Carty, étaient avec lui au moment du viol, mais cela est considéré comme un alibi peu fiable en raison de la relation amoureuse de Tish avec la condamnation antérieure de Fonny et Daniel pour vol de voiture (il avait été arrêté pour possession de marijuana mais s'est vu offrir un plaidoyer pour vol de voiture, une accusation moindre à l'époque).
Tish rend visite à Fonny en prison alors qu'il attend son procès et lui révèle qu'elle est enceinte de leur bébé. Fonny est ravi d'être père, mais attristé que la naissance puisse avoir lieu alors qu'il est encore derrière les barreaux. Plus tard, Tish parle à ses parents, Sharon et Joseph, et à sa sœur, Ernestine, de sa grossesse. Bien qu'inquiète pour elle, la famille de Tish la soutient et décide d'inviter la famille de Fonny pour partager la nouvelle.
Frank, le père de Fonny, est excité, cependant, la mère très religieuse de Fonny déclare que comme l'enfant a été conçu hors mariage, Tish et son enfant sont damnés. Alors que Mme Hunt commence à partir avec ses filles avec dégoût après que Frank l'ait frappée, Sharon lui rappelle qu'elle vient de condamner son propre petit-fils, la laissant émotionnellement désemparée alors qu'elle est escortée.
Dans un bar, Frank et Joseph discutent de la façon dont le premier s'inquiète de payer pour un enfant et les frais juridiques de Fonny, mais Joseph le convainc qu'ils pourront subvenir aux besoins de leur petit-enfant de la même manière qu'ils ont subvenu à leurs propres enfants.
Sharon se rend à Porto Rico, la ville natale de Victoria, pour la supplier de changer son témoignage. Elle essaie de la convaincre qu'elle a identifié par erreur Fonny comme son violeur, mais Victoria refuse. Se demandant si Victoria aurait pu voir le visage de son violeur dans le noir, Victoria dit que la police lui a dit d'identifier Fonny dans une file d'attente, et elle l'a fait. Lorsque Sharon la touche doucement, Victoria se met à crier. Une dame surprend le tumulte et vient emmener Victoria. Découragée par le désespoir apparent de son cas et les retards constants du procès, Tish donne naissance à son fils sans Fonny, qui accepte finalement un accord de plaidoyer.
Tish et leur enfant, Alonzo Jr., rendent visite à Fonny en prison. Ils partagent le dîner ensemble depuis les distributeurs automatiques, tout en attendant avec impatience la sortie éventuelle de Fonny.

## Fiche technique
Sauf indication contraire, les informations mentionnées dans cette section peuvent être confirmées par la base de données cinématographiques IMDb,  présente dans la section « Liens externes ».
- Titre français : Si Beale Street pouvait parler
- Titre international : If Beale Street Could Talk
- Réalisation : Barry Jenkins
- Scénario : Barry Jenkins, d'après le roman Si Beale Street pouvait parler de James Baldwin
- Musique : Nicholas Britell
- Montage : Joi McMillon et Nat Sanders
- Production : Megan Ellison, Dede Gardner, Jeremy Kleiner, Adele Romanski, Sara Murphy et Barry Jenkins
- Sociétés de production : Plan B Entertainment et Pastel Productions
- Sociétés de distribution : Mars Films (France) et Annapurna Pictures (États-Unis)
- Pays de production :  États-Unis
- Genre : romance, drame
- Durée : 117 minutes
- Budget : 12 millions de dollars[1]
- Dates de sortie :
  - Canada : 9 septembre 2018 (festival international du film de Toronto)
  - États-Unis : 30 novembre 2018
  - France : 30 janvier 2019[2]

## Distribution
- KiKi Layne (VQ : Ludivine Reding) : Clementine « Tish » Rivers
- Milanni Mines : Clementine, jeune
- Stephan James (VQ : Fred-Éric Salvail) : Alonzo « Fonny » Hunt
- Ethan Barrett : Alonzo jeune
- Teyonah Parris (VQ : Alice Pascual) : Ernestine Rivers, la sœur de Tish
- Regina King (VQ : Catherine Hamann) : Sharon Rivers, la mère de Tish
- Colman Domingo (VQ : Patrick Chouinard) : Joseph Rivers, le père de Tish
- Brian Tyree Henry (VQ : Fayolle Jean Jr.) : Daniel Carty
- Ed Skrein : Officier Bell
- Emily Rios : Victoria Rogers
- Michael Beach (VQ : Pierre-Étienne Rouillard) : Frank Hunt, le père de Fonny
- Aunjanue Ellis (VQ : Marie-Evelyne Lessard) : Mme Hunt, la mère de Fonny
- Ebony Obsidian : Adrienne Hunt, une sœur de Fonny
- Dominique Thorne : Sheila Hunt, une sœur de Fonny
- Finn Wittrock (VQ : François-Simon Poirier) : Hayward
- Diego Luna : Pedrocito
- Pedro Pascal : Pietro Alvarez
- Dave Franco (VFB : Maxime Donnay) : Levy
- Marcia Jean Kurtz : l'épicière italienne

 Source : version québécoise (VQ) sur Doublage.qc.ca

## Sortie et accueil

### Accueil critique
En France, le site Allociné recense une moyenne des critiques presse de 3,7/5, et des critiques spectateurs à 3,3/5.
Pour Libération « tout ou presque s’y exprime en sourdine, y compris les coups les plus âpres, la passion la plus ardente et les échanges les plus malveillants, quand le montage, intensément soigné et sensuel, chaperonne une narration qui coule jusqu’à sa conclusion comme les volutes de cordes, cuivres et vibraphone filtrées qui l’accompagnent souvent ».
Télérama trouve que « la fin de Beale Street est émouvante, tant elle superpose, implicitement, l’hier et l’aujourd’hui. ».

### Box-office
- France : 110 757 entrées[7]

## Distinctions

### Récompenses
- Festival international du film de Mar del Plata 2018 : Prix du public[8].
- Satellite Awards 2018 :
  - Satellite Award du meilleur film dramatique
  - Satellite Award de la meilleure actrice dans un second rôle pour Regina King
- Golden Globes 2019 : Meilleure actrice dans un second rôle pour Regina King
- Oscars 2019 : Oscar de la meilleure actrice dans un second rôle pour Regina King
- Independent Spirit Award du meilleur film

### Sélection
- Festival international du film de Toronto 2018 : sélection en section Special Presentations.

### Nominations
- BAFA 2019 :
  - BAFA du meilleur scénario adapté pour Barry Jenkins
  - BAFA de la meilleure musique de film pour Nicholas Britell
- Oscars 2019 :
  - Oscar du meilleur scénario adapté pour Barry Jenkins d'après le livre éponyme de James Baldwin
  - Oscar de la meilleure musique de film pour Nicholas Britell